# Lozna (Banovići)
Pour les articles homonymes, voir Lozna.
Lozna (en serbe cyrillique : Лозна) est un village de Bosnie-Herzégovine. Il est situé dans la municipalité de Banovići, dans le canton de Tuzla et dans la fédération de Bosnie-et-Herzégovine. Selon les premiers résultats du recensement bosnien de 2013, il compte 173 habitants. 

## Démographie

### Évolution historique de la population
| 1948 | 1953 | 1961  | 1971  | 1981  | 1991  | 2013 |
| ---- | ---- | ----- | ----- | ----- | ----- | ---- |
| -    | -    | 1 173 | 1 201 | 1 222 | 1 246 | 173  |

|  |